# Matthias Brügelmann
Matthias Christian Brügelmann (* 23. November 1972 in Köln) ist ein deutscher Sportjournalist.

## Leben und Karriere

### Jugend
Brügelmann wuchs als Sohn des deutschen Pädagogen Hans Brügelmann am Bodensee auf. Später zog seine Familie nach Bremen. Er begann mit sieben Jahren, als Torwart und Stürmer in der F-Jugend des Brinkumer SV Fußball zu spielen. In der E-Jugend wechselte er zum TSV Leeste, mit dem er 1991 Meister in der Stadtleistungsklasse Bremen wurde. Seine aktive Laufbahn beendete er 1996 bei der zweiten Herrenmannschaft des SC Weyhe in der Landesliga.
Bereits mit zehn Jahren entschloss er sich, Sportreporter zu werden. Seine ersten Berichte schrieb er mit 16 Jahren für den Regionalteil Stuhr-Weyhe des Weser-Kuriers in Bremen.

### Aufstieg bei Bild
Nach Abitur, Zivildienst und einem nicht abgeschlossenen Studium an der Universität Oldenburg absolvierte er die Journalistenschule Axel Springer in Hamburg. Anschließend wurde er Mitglied der Zentralredaktion Sport der Bild-Zeitung. 2004 zum Sportchef von Bild und Bild am Sonntag befördert war er seit 2007 Mitglied der Bild-Chefredaktion. Anfang März 2011 übernahm Matthias Brügelmann die Chefredaktion von Sport Bild, Anfang 2014 wurde er Stellvertreter des Bild-Chefredakteurs. Im September 2017 wurde Brügelmann zum Chefredakteur des neuen Kompetenzcenters Sport der Bild-Gruppe mit Verantwortung für alle Sportthemen in deren Print- und Digitalmedien ernannt. Gemeinsam mit Marcel Reif und Mehmet Scholl kommentierte er im Februar 2021 Fußballspiele des FC Bayern München im Rahmen der FIFA-Klub-Weltmeisterschaft, nachdem sich die Axel-Springer-Verlagsgruppe Übertragungsrechte für einzelne Begegnungen gesichert hatte.
Mitte 2025 wurde bekannt, dass er ab dem 1. Oktober 2025 Global Head of Content beim Red Bull Media House werden soll.

### Persönliches
Brügelmann heiratete 2002. Er ist Vater von zwei Kindern.